# Eddie Dunbar
Edward (Eddie) Dunbar (Banteer, 1 september 1996) is een Iers wielrenner die anno 2024 rijdt voor Team Jayco AlUla.

## Carrière
Als junior won Dunbar in 2014 de Trofeo Karlsberg. Aanvankelijk was hij tweede geworden achter de Sloveen Kristjan Kumar, deze werd echter betrapt op het gebruik van EPO en zo werd Dunbar alsnog tot winnaar uitgeroepen. Een jaar later maakte hij de overstap naar NFTO. Dat jaar werd hij nationaal beloftenkampioen door in een wedstrijd met elite- en beloftenrenners als tweede te eindigen, maar omdat de winnaar Damien Shaw als eliterenner deelnam, werd Dunbar de beloftenkampioen. In de tijdrit eindigde hij op plek twee, achter Ryan Mullen.
Vanaf 1 januari 2016 kwam Dunbar uit voor het Amerikaanse Axeon Hagens Berman. In mei van dat jaar boekte hij zijn eerste UCI-overwinning door de zevende etappe in de An Post Rás op zijn naam te schrijven. Later dat jaar werd hij onder meer tweede op het Iers kampioenschap tijdrijden en negende in de tijdrit voor beloften op het wereldkampioenschap. Begin 2017 werd hij onder meer vijfde in het eindklassement van de Ronde van Alentejo en tweede in dat van de Triptyque des Monts et Châteaux. In april van dat jaar won hij de beloftenversie van de Ronde van Vlaanderen. Na onder meer een zevende plaats op het nationale kampioenschap tijdrijden besloot Aqua Blue Sport hem een profcontract voor 2018 aan te bieden.
Nadat Aqua Blue stopte met bestaan stapte Dunbar over naar Team Sky, waarmee hij uitkwam in de UCI World Tour. Hij reed bij de Britse wielerploeg tot 2022 waarna hij in 2023 overstapte naar Team Jayco AlUla.

## Overwinningen
2014
Eindklassement Trofeo Karlsberg
2015
 Iers kampioen op de weg, Beloften
2016
7e etappe An Post Rás
 Iers kampioen tijdrijden, Beloften
2017
Ronde van Vlaanderen, Beloften
2021
Jongerenklassement Ronde van Zwitserland
2022
Eindklassement Internationale Wielerweek
Eindklassement Ronde van Hongarije
2024
 Iers kampioen tijdrijden, elite
11e en 20e etappe Ronde van Spanje

## Resultaten in voornaamste wedstrijden
| Jaar | Ronde van Italië | Ronde van Frankrijk | Ronde van Spanje |
| ---- | ---------------- | ------------------- | ---------------- |
| 2018 |                  |                     |                  |
| 2019 | 22e              |                     |                  |
| 2020 |                  |                     |                  |
| 2021 |                  |                     |                  |
| 2022 |                  |                     |                  |
| 2023 | 7e               |                     | opgave           |
| 2024 | opgave           |                     | 11e (2)          |
| 2025 |                  | opgave              |                  |

| Jaar | Amstel Gold Race | Luik-Bast.‑Luik | Ronde van Lombardije | Waalse Pijl |  | WK op de weg |
| ---- | ---------------- | --------------- | -------------------- | ----------- |  | ------------ |
| 2018 | 82e              | 106e            |                      |             |  |              |
| 2019 | 102e             | 75e             |                      | opgave      |  | opgave       |
| 2020 |                  |                 | 41e                  |             |  |              |
| 2021 | 109e             | 124e            | 87e                  | opgave      |  | opgave       |
| 2022 |                  |                 |                      |             |  |              |
| 2023 |                  |                 | 106e                 |             |  |              |
| 2024 |                  |                 | 30e                  |             |  | 67e          |
| 2025 |                  |                 |                      |             |  |              |

### Resultaten in kleinere rondes
| Jaar | UAE Tour | Tirreno-Adriatico | Ronde van het Baskenland | Ronde van Romandië | Ronde van Yorkshire | Critérium du Dauphiné | Ronde van Zwitserland | Ronde van Polen | Ronde van Groot-Brittannië | Ronde van Guangxi |
| ---- | -------- | ----------------- | ------------------------ | ------------------ | ------------------- | --------------------- | --------------------- | --------------- | -------------------------- | ----------------- |
| 2015 |          |                   |                          |                    | opgave              |                       |                       |                 | 57e                        |                   |
| 2016 |          |                   |                          |                    |                     |                       |                       |                 |                            |                   |
| 2017 |          |                   |                          |                    |                     |                       |                       |                 |                            |                   |
| 2018 |          |                   |                          |                    | 8e                  |                       | 61e                   |                 |                            | 13e               |
| 2019 |          |                   |                          |                    | ↑                   |                       |                       |                 | 55e                        |                   |
| 2020 | 11e      | opgave            |                          |                    |                     |                       |                       | 26e             |                            |                   |
| 2021 |          |                   | 42e                      | 38e                |                     |                       | 12e                   |                 |                            |                   |
| 2022 |          |                   |                          |                    |                     | 30e                   |                       |                 |                            |                   |
| 2023 |          |                   | 72e                      | 9e                 |                     |                       |                       | 7e              |                            |                   |
| 2024 | opgave   |                   | 35e                      | opgave             |                     |                       |                       |                 |                            |                   |

## Ploegen
- 2015 –  NFTO
- 2016 –  Axeon Hagens Berman
- 2017 –  Axeon Hagens Berman
- 2018 –  Aqua Blue Sport
- 2019 –  Team INEOS[a]
- 2020 –  INEOS Grenadiers[b]
- 2021 –  INEOS Grenadiers
- 2022 –  INEOS Grenadiers
- 2023 –  Team BikeExchange-Jayco
- 2024 –  Team Jayco AlUla
- 2025 –  Team Jayco AlUla

Barta · Brown · Costa · Curran · Daniel · Dunbar · Geoghegan Hart · Guerreiro · Joyce · Neilands · O'Donnell · Oien · Owen · Powless · Williams · Young
Anderson · Barta · Blevins · Brown · Costa · Curran · Dunbar · Garrison · Lawless · Narváez · I. Oliveira · R. Oliveira · Owen · Powless · Rice · Young
Archbold · Blythe · Brammeier · Christian · Denifl · Dunbar · Dunne · Fenn · Gate · Hansen · Koning · Kreder · Pearson · Pedersen · Warbasse · Watson
van Baarle · Basso · Bernal · Castroviejo · de la Cruz · Doull · Dunbar · Elissonde · Froome · Ganna · Geoghegan Hart · Gołaś · Halvorsen · Seb. Henao · Kiryjenka · Knees · Kwiatkowski · Lawless · Moscon · Narváez · Poels · Puccio · Rosa · Rowe · Sivakov · Sosa · Stannard · Swift · Thomas
Amador · Basso · Bernal · Carapaz  · Castroviejo · Dennis   · Doull · Dunbar · Froome · Ganna   · Geoghegan Hart · Gołaś · Hayter · Henao · Kiryjenka (t/m 31 januari) · Knees · Kwiatkowski · Lawless · Moscon · Narváez · Puccio · Rivera · Rodriguez · Rowe · Sivakov · Sosa · Stannard · Swift · Thomas · Van Baarle · Wurf (vanaf 1 februari)
Amador · Van Baarle · Basso · Bernal · Carapaz  · Castroviejo · De Plus · Dennis · Doull · Dunbar · Ganna     · Geoghegan Hart · Gołaś · Hayter · Henao · Kwiatkowski · Martínez · Moscon · Narváez · Pidcock (vanaf 1 februari) · Porte ·  Puccio · Rivera · Rodriguez · Rowe · Sivakov · Sosa · Swift · Thomas · Wurf · Yates · Plapp (stagiair)
Amador · Bernal · Carapaz  · Castroviejo · De Plus · Dunbar · Fraile · Ganna   · Geoghegan Hart · E. Hayter · Heiduk · Kwiatkowski · Martínez · Narváez · Pidcock · Plapp · Porte ·  Puccio · Rivera · Rodriguez · Rowe · Sheffield · Sivakov · Swift · Thomas · Tulett · Turner · Van Baarle · Viviani · Wurf · Yates · L. Hayter (stagiair)
Balmer · Berhe · Colleoni · Craddock · De Marchi · Dunbar · Durbridge · Engelhardt · Grmay · Groenewegen · Hamilton · Harper · Hepburn · Jansen · Juul-Jensen · Maas · Matthews · Mezgec · O'Brien · Peña · Porter · Pöstlberger · Quick · Reinders · Scotson · Sobrero · Stewart · Štybar · Yates · Zana · Jørgensen (stagiair) · McKenzie (stagiair)
Berhe · Craddock · De Marchi · De Pretto · Dunbar · Durbridge · Engelhardt · Ewan · Foldager · Groenewegen · Hamilton · Harper · Hepburn · Jansen · Juul-Jensen · Maas · Matthews · Mezgec · O'Brien · Peña · Plapp · Porter · Quick · Reinders · Schmid · Scotson · Stewart · Walscheid · Yates · Zana